# Sveriges ambassad i Havanna
Sveriges ambassad i Havanna är Sveriges diplomatiska beskickning i Kuba som är belägen i landets huvudstad Havanna. Beskickningen består av en ambassad, ett antal svenskar utsända av Utrikesdepartementet (UD) och lokalanställda. Ambassadör sedan 2022 är Hanna Lambert.

## Beskickningschefer
| Namn                       | Period    | Funktion                              | Anmärkning                                                            |
| -------------------------- | --------- | ------------------------------------- | --------------------------------------------------------------------- |
| Gylfe Anderberg            | 1921–1937 | Envoyé                                | Sidoackrediterad från ambassaden i Mexico City.                       |
| Vilhelm Assarsson          | 1937–1939 | Envoyé                                | Sidoackrediterad från ambassaden i Mexico City.                       |
| Erik Wisén                 | 1939–1943 | Legationsråd & t.f. chargé d’affaires | Sidoackrediterad till Ciudad Trujillo och Port-au-Prince (från 1941). |
| Erik Wisén                 | 1943–1948 | Chargé d’affaires                     | Sidoackrediterad till Ciudad Trujillo och Port-au-Prince.             |
| Karl Yngve Vendel          | 1949–1951 | Chargé d’affaires                     | Sidoackrediterad till Ciudad Trujillo och Port-au-Prince.             |
| Fritz Stackelberg          | 1951–1953 | Envoyé                                | Sidoackrediterad från ambassaden i Caracas.                           |
| Carl-Herbert Borgenstierna | 1953–1958 | Envoyé                                | Sidoackrediterad från ambassaden i Caracas.                           |
| Gunnar Dryselius           | 1958–1959 | Envoyé                                | Sidoackrediterad från ambassaden i Caracas.                           |
| Gunnar Dryselius           | 1960–1963 | Ambassadör                            | Sidoackrediterad från ambassaden i Caracas.                           |
| Tord Göransson             | 1964–1969 | Ambassadör                            | Sidoackrediterad från ambassaden i Mexico City.                       |
| Carl-Henric Nauckhoff      | 1969–1972 | Ambassadör                            | Sidoackrediterad från ambassaden i Mexico City.                       |
| Hans Björk                 | 1973–1976 | Ambassadör                            |                                                                       |
| Thord Bengtson             | 1977–1980 | Ambassadör                            | Sidoackrediterad till Kingston.                                       |
| Anders Sandström           | 1980–1984 | Ambassadör                            | Sidoackrediterad till Kingston.                                       |
| Jan Ståhl                  | 1984–1987 | Ambassadör                            | Sidoackrediterad till Kingston.                                       |
| Krister Göranson           | 1987–1991 | Ambassadör                            |                                                                       |
| Karin Oldfelt Hjertonsson  | 1991–1995 | Ambassadör                            |                                                                       |
| Michael Frühling           | 1995-2000 | Ambassadör                            |                                                                       |
| Eivor Halkjaer             | 2000–2004 | Ambassadör                            |                                                                       |
| Christer Elm               | 2004–2008 | Ambassadör                            |                                                                       |
| Caroline Fleetwood         | 2008–2012 | Ambassadör                            |                                                                       |
| Hanna Lambert              | 2012–2012 | Chargé d'affaires a.i.                |                                                                       |
| Elisabeth Eklund           | 2013–2016 | Ambassadör                            |                                                                       |
| Jonas Lovén                | 2016–2019 | Ambassadör                            |                                                                       |
| Tomas Wiklund              | 2019–2022 | Ambassadör                            |                                                                       |
| Hanna Lambert              | 2022–     | Ambassadör                            |                                                                       |